# Трентола-Дучента (Казерта)
Трентола-Дучента (итал. Trentola-Ducenta) је насеље у Италији у округу Казерта, региону Кампанија.
Према процени из 2011. године у насељу је живело 17056 становника. Насеље се налази на надморској висини од 46 m.

## Становништво
| 1931. | 1936. | 1951. | 1961. | 1971.  | 1981.  | 1991.  | 2001.  | 2011.  |
| ----- | ----- | ----- | ----- | ------ | ------ | ------ | ------ | ------ |
| 5.877 | 6.360 | 7.832 | 9.186 | 10.340 | 10.755 | 11.915 | 14.126 | 17.797 |